# Mens Bona

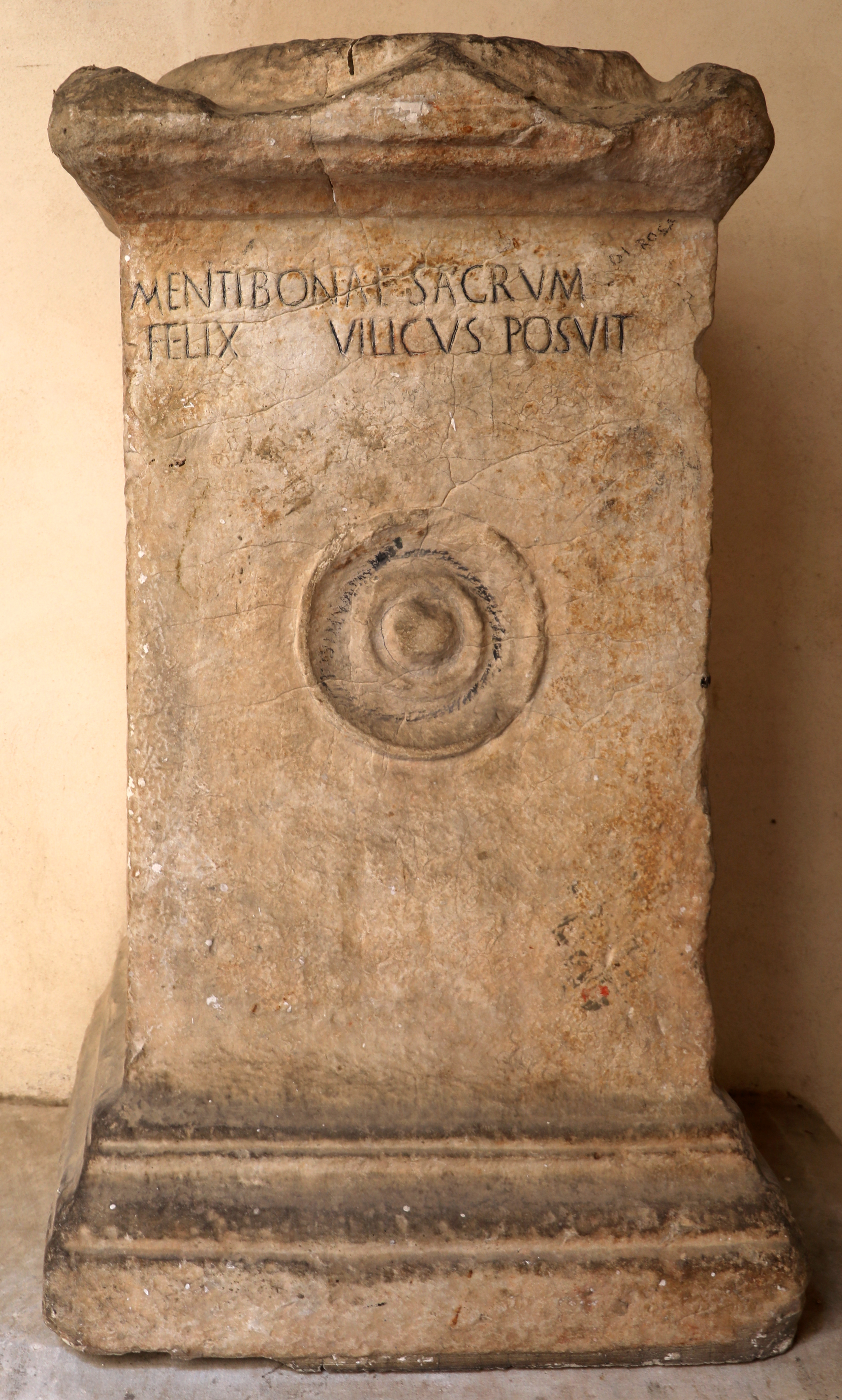
Ara del vilicus felix (detta popolarmente della mente buona), dalla cava di calogio presso colonnata, 50 dc ca. 02

Mens eller Mens Bona (latin för "gott sinne") är i romersk mytologi den personifierade tankens, medvetna sinnet och rättänkandets gudinna.
Firandet av hennes tempels invigning (dies natalis) firades varje år i Rom 8 juni. Hennes tempel, Bona Mens tempel, dedikerades på Capitolium år 217 f.Kr. på inrådan från de Sibyllinska böckerna efter nederlaget under slaget vid Lake Trasimene, och invigdes två år senare.